# واحدة من أجل المال (رواية)
واحدة من أجل المال هي الرواية الأولى التي كتبها جانيت إيفانوفيتش [الإنجليزية] والتي تروي حياة صائدة الجوائز ستيفاني بلوم [الإنجليزية]. نشر الكتاب عام 1994 في الولايات المتحدة، وفي عام 1995 في بريطانيا. وهي من أكثر الكتب مبيعًا، حيث ظهرت لمدة 75 أسبوعًا متتاليًا في قائمة يو إس إيه توداي التي تضم 150 رواية الأكثر مبيعًا.

## جوائز و ترشيحات
فاز الكتاب بجائزة ديلاس لعام 1995.